# A24
A24 е американска независима компания за развлечения, специализирана във филмови и телевизионни продукции, както и в разпространението на филми. Базирана е в Ню Йорк.
A24 е основана през 2012 г. от Даниел Кац, Дейвид Фенкел и Джон Ходжис. Преди да основат A24, всички те са работили интензивно във филмовата сфера и продуциране. Напускат сегашните си позиции, за да съосноват компанията, първоначално наричана A24 Films и специализирана в разпространението на филми. Започвайки умерено през 2013 г. с A Glimpse Inside the Mind of Charles Swan III, растежът на компанията започва с пускането на филма Spring Breakers по-късно същата година. Компанията става по-известна след като усвояват правата в САЩ за филмовите продукции Ex Machina и Room и световните права върху The Witch. Растежът им продължава с сключването на сделки с DirecTV Cinema и Amazon Prime в края на 2013 г., като някои филми биват разпространени чрез тях. Променят името на компанията през 2016г. на А24. 

## Успехи и награди
Към 2019 г. филмите на филмовата компанията са получили общо 25 номинации за Оскар. През 2016 г. филми, разпространявани от A24, спечелиха наградите на Академията за най-добра актриса (Бри Ларсън в Room), най-добър документален филм (Amy) и най-добри визуални ефекти (Ex Machina). През 2017 г. Moonlight печели Оскар за най-добър филм (първата подобна награда за компанията), най-добър адаптиран сценарий и най-добър актьор в поддържаща роля (Махершала Али). През 2021 г. A24 спечели наградата на Академията за най-добра актриса в поддържаща роля (Yuh-jung Youn в Minari, която стана първата корейска актриса, спечелила Оскар).